# Siliguri
Siliguri (prononciation : ʃɪlɪˈgʊəri) est une ville située dans l'État indien du Bengale-Occidental. C'est également un point de passage obligé entre l'Inde, le Népal et le Bhoutan, car Siliguri est située au centre du corridor éponyme. La ville connaît actuellement une forte croissance, démographique d'une part et économique d'autre part grâce à sa localisation géographique stratégique.

## Géographie
Siliguri est située dans le corridor de Siliguri, au pied de l'Himalaya. Située dans le district de Darjeeling, elle est à proximité des villes de Kalimpong et de Darjeeling.

## Économie
La ville est considérée comme un point de passage obligé pour accéder à l'est de l'Inde, au Bangladesh, au Népal et au Bhoutan. Cette position stratégique permet à Siliguri de connaître une forte croissance économique. L'économie se base essentiellement sur la production et la vente de thé, le tourisme et le transport. Siliguri accueille le quartier général de la chambre de commerce et d'industrie du Nord-Bengale. Grâce à la présence de l'armée indienne, de la police aux frontières et de diverses forces de police, de nombreux emplois furent créés.

## Histoire
La région a longtemps été un zone de forêt dense.
Le petit village agricole de Siliguri, dépendant du royaume du Sikkim, est accaparé par le royaume du Népal en 1788, avec l'arrivée de populations Kirati et Lepchas.
Le port fluvial sur la rivière Mahananda prend de l'ampleur.
Par le traité de Sugauli (1816), mettant fin à la guerre anglo-népalaise de 1814-1816, Siliguri devient point de transit entre Darjeeling et Népal : Siliguri Town railway station (1888), Siliguri Junction railway station (1949), Dibrugarh-Kânyâkumârî Vivek Express.

## Lieux et monuments
Le monastère de Sonada se trouve à quelques kilomètres de la ville de Siliguri. Il s'agit du siège de la lignée Shangpa Kagyü, chargée de transmettre la pensée bouddhiste. Kalou Rinpoché s'y installa en 1965. On trouve dans la ville des parcs tels que Madhuban Park ainsi que l'université du Nord-Bengale.

## Transports
Le train Dibrugarh-Kânyâkumârî Vivek Express qui relie Dibrugarh, dans l'Assam, à Kânyâkumârî, au Tamil Nadu, fait un arrêt dans la ville.

## Galerie

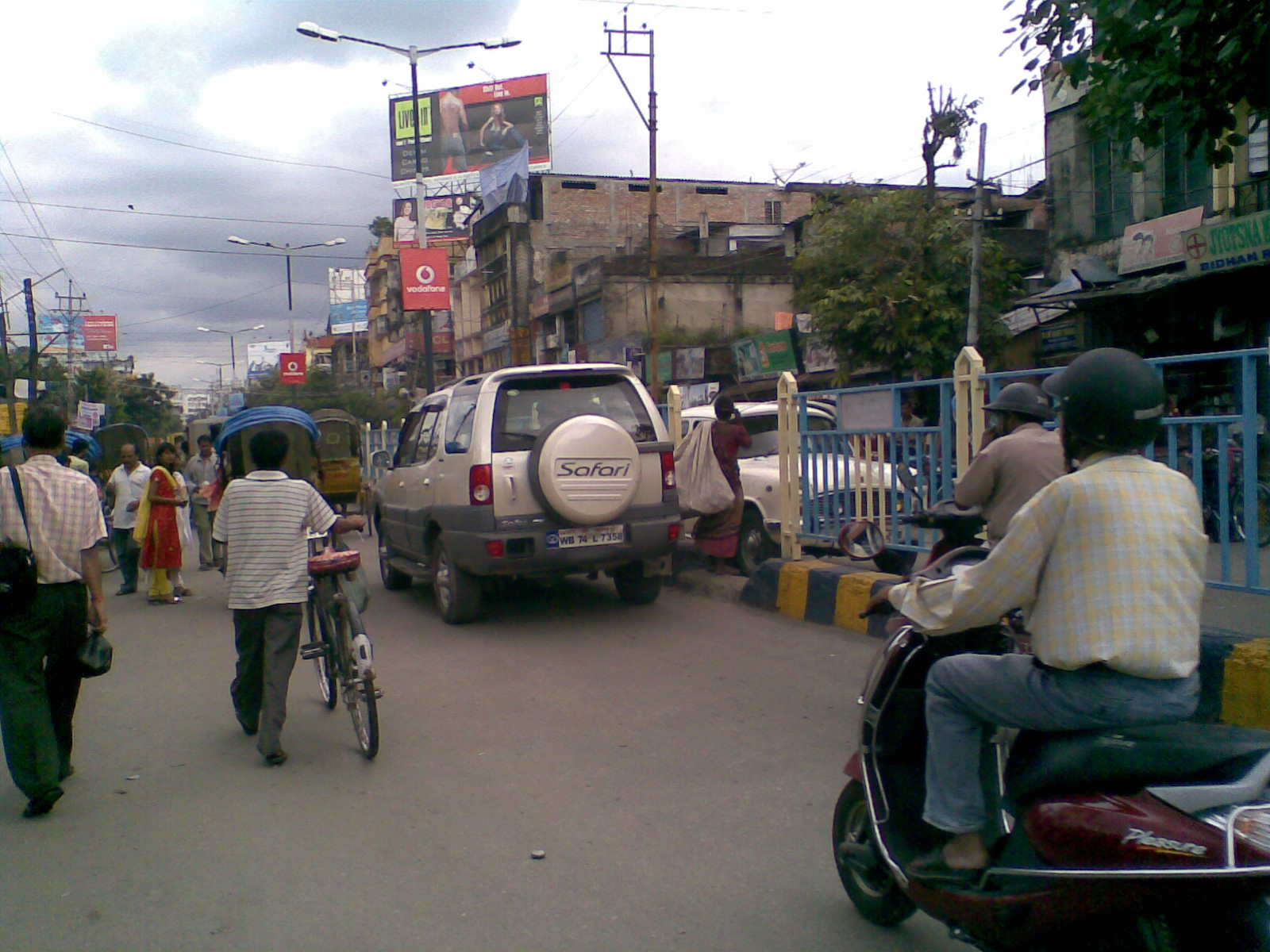
Centre-ville
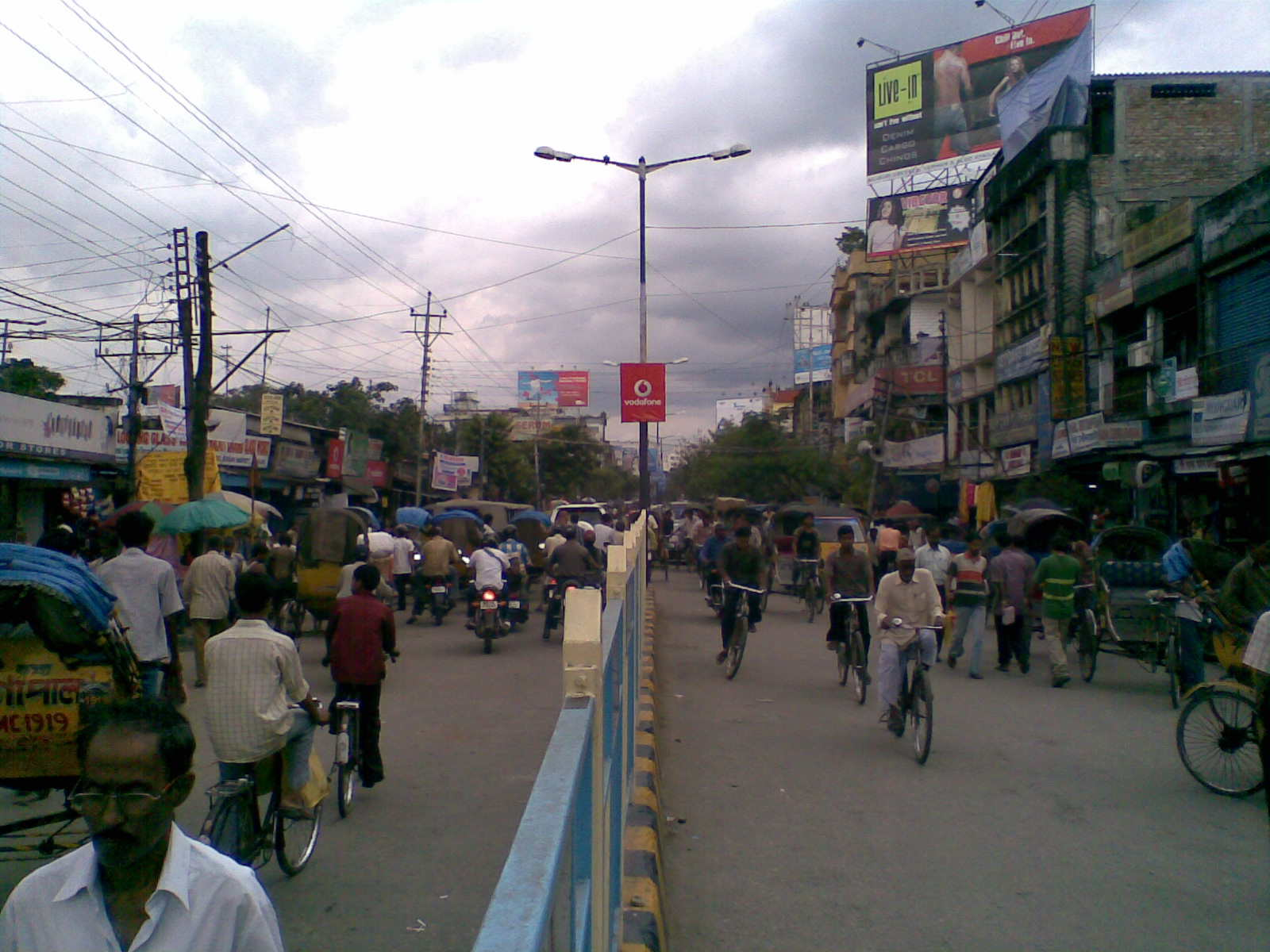
Centre-ville
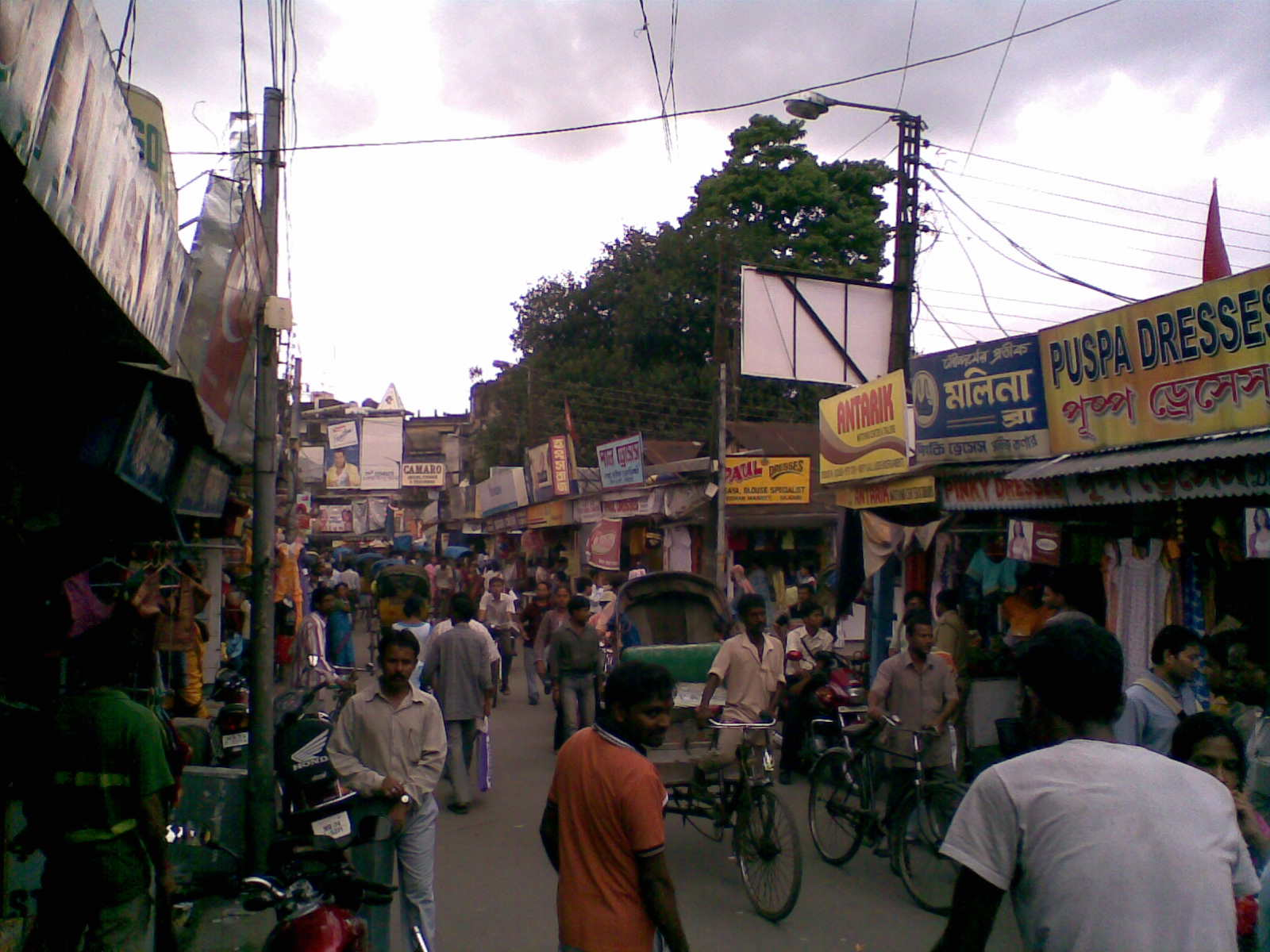
Centre-ville